# تأثیر اقتصادی تهاجم روسیه به اوکراین در سال ۲۰۲۲

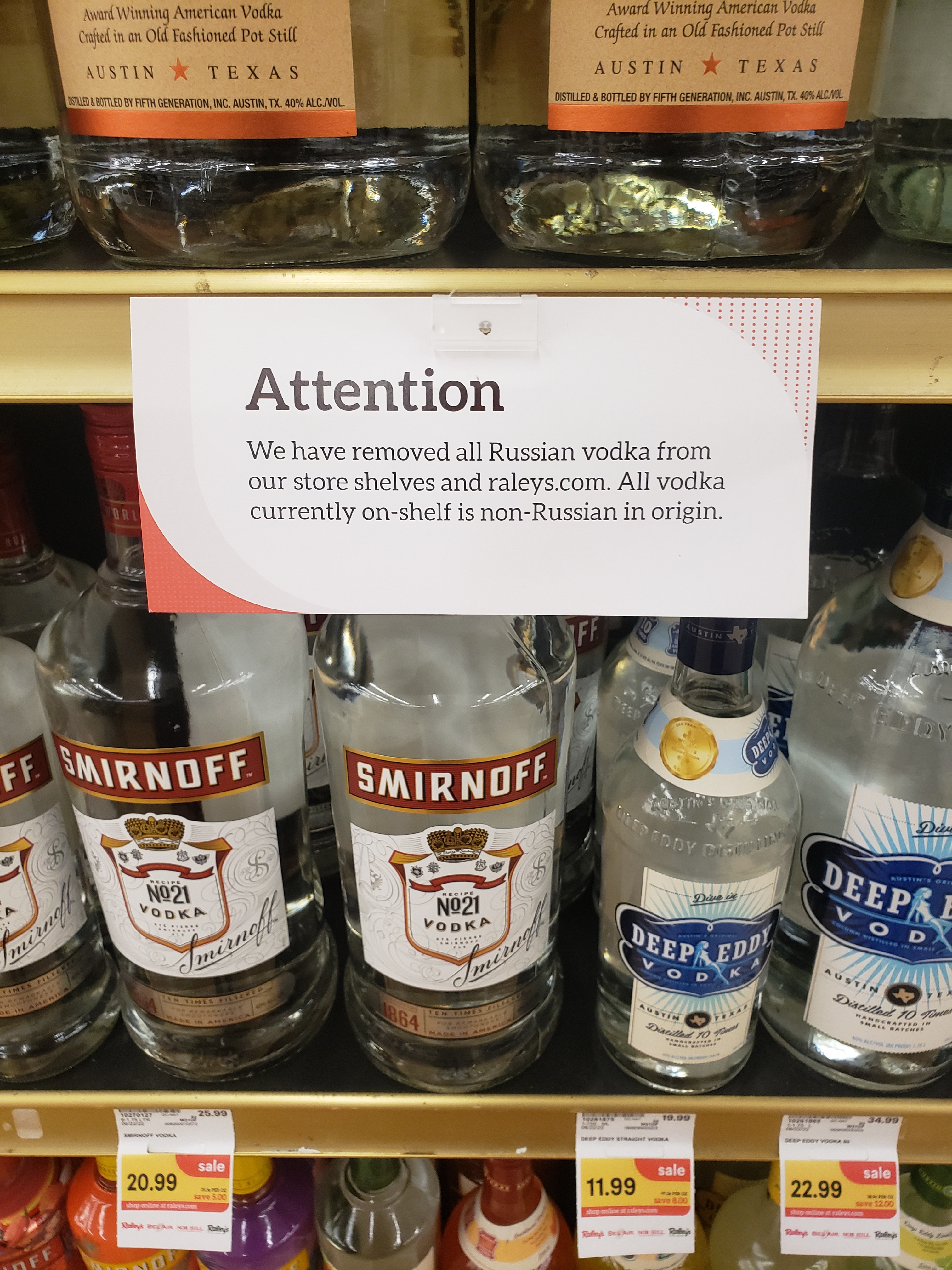
محصولات ساخت روسیه در سراسر جهان چه به صورت داوطلبانه و چه در اثر تحریم‌ها در نتیجه حمله روسیه به اکراین مورد تحریم قرار گرفت و از فروشگاه‌ها حذف شدند.

تأثیر اقتصادی تهاجم روسیه به اوکراین در سال ۲۰۲۲، در اواخر فوریه ۲۰۲۲ آغاز شد، روزهایی پس از آن که روسیه دو جمهوری جداشده اوکراین را به رسمیت شناخت و حملات گسترده به اوکراین را آغاز کرد. تحریم‌های اقتصادی متعاقب آن بخش‌های زیادی از اقتصاد روسیه، الیگارش‌های روسیه و اعضای دولت روسیه را هدف قرار دادند. روسیه هم به نوبه خود با تحریم‌هایی در مقام پاسخ برآمده است. وجود جنگ و تحریم‌ها تأثیر منفی شدیدی بر بهبود اقتصاد جهان در طول رکود دنیاگیری بیماری کووید ۱۹ داشته‌است و در نتیجه جنگ این کشور، تخمین‌هایی از یک عقب‌گردی اقتصادی ۳۰ ساله برای روسیه پیش‌بینی می‌شود.

## پیش زمینه
با شروع سال ۲۰۱۴، روسیه با تحریم‌های گسترده‌ای به دلیل الحاق کریمه روبرو شد که مانعی بر سر راه رشد و توسعه اقتصادی این کشور گردید. در سال ۲۰۲۰، رکود ناشی از دنیاگیری کووید ۱۹ و جنگ قیمت نفت با عربستان سعودی نیز بر اقتصاد روسیه تأثیر گذاشت. تحریم‌های اضافی نیز در آستانه تهاجم در سال ۲۰۲۱ بر روسیه برقرار گردید. بازار سهام روسیه در طول حمله نظامی بیست درصد کاهش یافت.

## پیشینه تأثیر اقتصادی
کریستالینا جورجیوا، رئیس صندوق بین‌المللی پول، هشدار داد که این درگیری از لحاظ منطقه ای و بین‌المللی ریسک اقتصادی قابل توجه ای را ایجاد کرده‌است. او افزود که صندوق بین‌المللی پول می‌تواند به سایر کشورهای متأثر از درگیری کمک کند و بسته مکمل وامی به مبلغ ۲٫۲ میلیارد دلار در این راستا برای کمک به اوکراین آماده شده‌است. دیوید مالپس، رئیس گروه بانک جهانی، گفت که این درگیری اثرات اقتصادی و اجتماعی گسترده‌ای خواهد داشت و گزارش داد که بانک در حال آماده‌سازی گزینه‌هایی برای حمایت اقتصادی و مالی قابل توجه از اوکراینی‌ها و دیگر کشورهای منطقه است.
علی‌رغم تحریم‌های بین‌المللی بی‌سابقه علیه روسیه، نظام پرداخت وجه مرتبط با انرژی، مواد خام و همچنین تأمین مواد غذایی به دلیل تأثیر بالقوه بر قیمت‌های جهانی مواد غذایی تا حد زیادی از این اقدامات در امان ماندند. روسیه و اوکراین تولیدکنندگان عمده گندم هستند که از طریق تنگه بسفر آن را به کشورهای مدیترانه و شمال آفریقا صادر می‌کنند. انتظار می‌رود اخراج برخی از بانک‌های روسی از سوئیفت بر صادرات این کشور تأثیر بگذارد. با توجه به این واقعیت که روسیه بزرگ‌ترین شریک تجاری و اقتصادی کشورهای پس از فروپاشی شوروی در آسیای مرکزی و مقصد اصلی میلیون‌ها کارگر مهاجر کشورهای مستقل مشترک‌المنافع است، این موضوع سبب شود که کشورهای آسیای مرکزی به‌ویژه تحت تأثیر تحریم‌های غرب علیه روسیه سخت ضربه ببینند.
تحریم‌ها همچنین شامل مسدود کردن دارایی‌های بانک مرکزی روسیه، که دارای ۶۳۰ میلیارد دلار ذخایر ارزی خارجی است، برای جلوگیری از خنثی کردن تأثیر تحریم‌ها از سوی روسیه بود. در ۵ مه، رئیس شورای اروپا، شارل میشل گفت: «من کاملاً متقاعد شده‌ام که این امر نه تنها برای مسدود کردن دارایی‌ها، بلکه همچنین امکان مصادره آن، برای در دسترس قرار دادن آن برای بازسازی اوکراین بسیار مهم است.»

## تأثیر بر بازارها و اقتصاد
حملات ۲۰۲۲ و تحریم‌های اقتصادی متعاقب آن تأثیر شدیدی بر اقتصاد روسیه و اوکراین گذاشت و تأمین و عرضه محصولات را برای برخی از بازارهای جهانی را کاهش داد.

### هزینه مواد غذایی و محصولات کشاورزی
قیمت گندم در پاسخ به حملات سال ۲۰۲۲ به بالاترین سطح خود از سال ۲۰۰۸ افزایش یافت. اوکراین ۱۰ درصد از سهم صادرات جهانی گندم را دست داشت. در زمان تهاجم، اوکراین چهارمین صادرکننده بزرگ ذرت و گندم و بزرگ‌ترین صادرکننده روغن آفتابگردان در جهان بود، روسیه و اوکراین مجموعاً سهم ۲۷ درصدی از صادرات گندم و ۵۳ درصدی گل آفتابگردان و دانه‌های آن در جهان را دارا بودند. رئیس برنامه جهانی غذا، دیوید بیزلی، در ماه مارس هشدار داد که جنگ در اوکراین می‌تواند بحران جهانی غذا را به «سطوحی فراتر از هر چیزی که قبلاً دیده‌ایم» برساند.

#### توافقنامه در زمینه صادرات
سازمان ملل متحد، روسیه، اوکراین و ترکیه در ۲۲ ژوئیه ۲۰۲۲ توافقنامه‌هایی را امضا کردند که هدف آن تضمین صادرات غلات هر دو کشور و صادرات کود روسیه از طریق دریای سیاه برای جبران کمبود در کشورهای در حال توسعه بود. روز بعد، روسیه موشک‌هایی را به سوی شهر بندری اودسا شلیک کرد، که غلات اوکراینی از طریق آن ارسال می‌گردید.در ۷ سپتامبر ۲۰۲۲، پوتین قصد خود را برای تجدید نظر در شرایط توافقنامه صادرات غلات اعلام کرد.

### انرژی و نفت
در ژانویه ۲۰۲۲، روسیه ۱۱٫۳ میلیون بشکه در روز نفت خام و میعانات گازی تولید می‌کرد که از این میزان ۱۰ میلیون بشکه نفت خام بود. این امر روسیه را به سومین تولیدکننده بزرگ نفت در جهان بعد از ایالات متحده و عربستان سعودی تبدیل می‌کرد (در همان دوره، آنها به ترتیب ۱۷٫۶ میلیون بشکه در روز و ۱۲ میلیون بشکه در روز تولید می‌کردند). با این حال، روسیه بزرگ‌ترین صادرکننده فرآورده‌های نفتی به بازارهای جهانی و دومین صادرکننده بزرگ نفت خام پس از عربستان سعودی است. در دسامبر ۲۰۲۱ روسیه ۷٫۸ میلیون بشکه در روز صادر می‌کرد که شامل ۵ میلیون بشکه نفت خام بود.
در دو هفته ابتدایی آغاز جنگ، قیمت‌ها در بازارهای جهانی نفت به میزان ۸ دلار در هر بشکه افزایش یافت، که قیمت نفت برنت را برای اولین بار از سال ۲۰۱۴ به بالای ۱۰۰ دلار در هر بشکه رساند. در ۲۷ فوریه، بریتیش پترولیوم، یکی از هفت شرکت بزرگ نفت و گاز جهان و تنها سرمایه‌گذار بزرگ خارجی در روسیه، اعلام کرد که ۱۹٫۷۵٪ سهام خود را در روس‌نفت واگذار می‌کند. منافع روس‌نفت حدود نیمی از ذخایر نفت و گاز بریتیش پترولیوم و یک سوم از تولیدات آن را تشکیل می‌داد. این واگذاری ممکن است تا ۲۵ میلیارد دلار برای شرکت هزینه داشته باشد و تحلیلگران خاطرنشان کردند که بعید است که بریتیش پترولیوم بتواند کسری از این هزینه را بازیابی کند. در همان روز، صندوق بازنشستگی دولتی نروژ، بزرگ‌ترین صندوق دارایی مستقل جهان، اعلام کرد که سرمایه‌گذاری در روسیه را مسدود می‌کند و دارایی‌های روسیه را واگذار می‌کند. پیش از تهاجم، این صندوق حدود ۲۵ میلیارد کرون نروژ (۲٫۸۳ میلیارد دلار) سهام شرکت‌های روسی و اوراق قرضه دولتی روسی را در تملک خود داشت.

در ۲۸ فوریه، در نتیجه تهاجم، دولت کانادا ممنوعیت واردات نفت خام روسیه به کانادا را اعلام کرد. طبق گفته دولت کانادا، در زمانی که ممنوعیت اعلام شد، نفت خام از روسیه وارد نمی‌کرد.

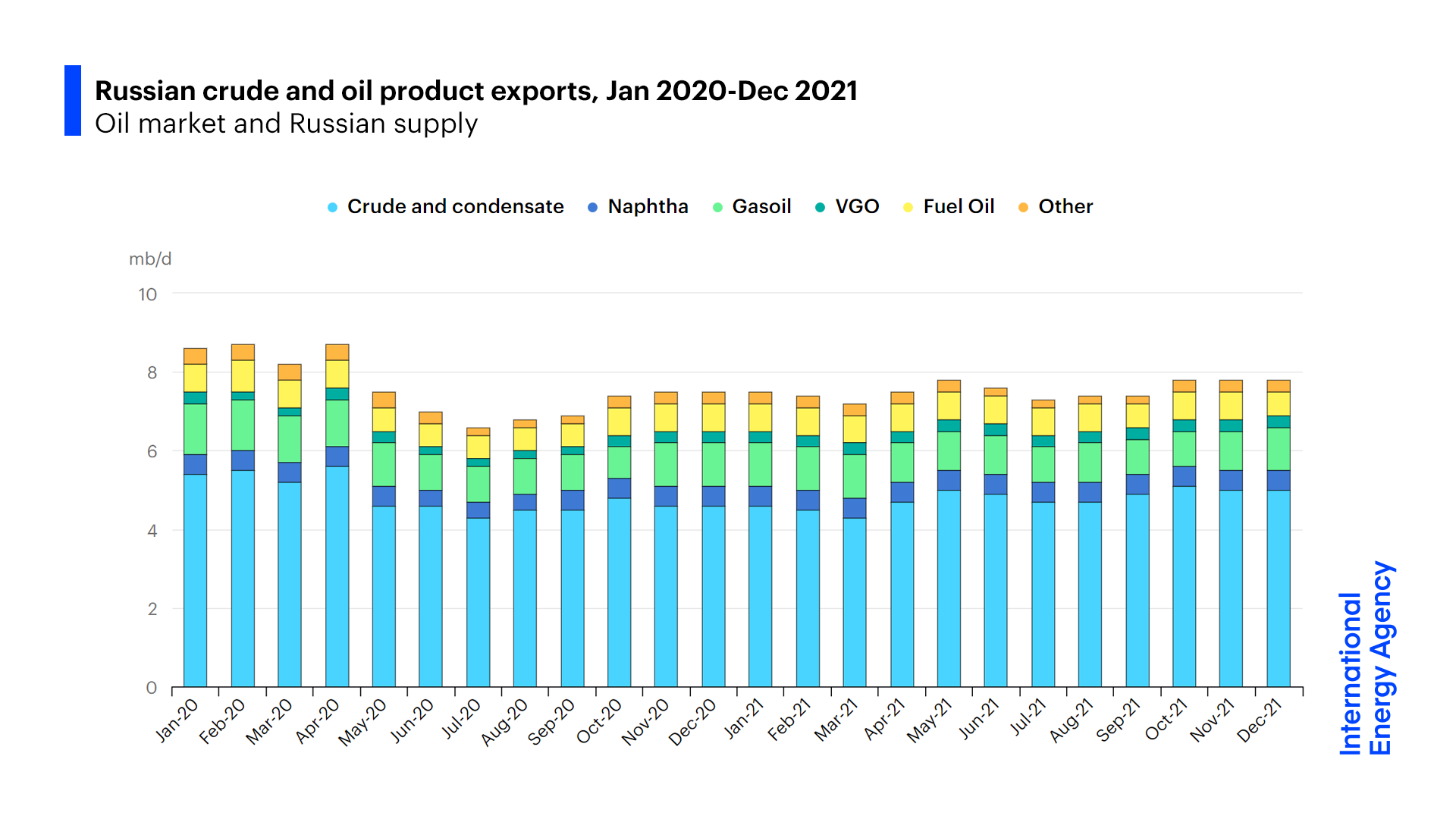
عرضه و صادرات نفت روسیه در آستانه تهاجم فوریه ۲۰۲۲ به اوکراین

در ۲ مارس، سهام گازپروم، روس نفت و لوک اویل که به صورت متقابل در بورس لندن پذیرفته شده بودند به ترتیب ۹۹٫۲٪، ۸۸٫۱٪ و ۹۹٫۶٪ از ارزش خود را از اول سال ۲۰۲۲ تا به امروز از دست دادند. در سپتامبر ۲۰۲۱، لوک اویل و روسنفت مجموعاً دارای ارزش بازار ۱۴۰ میلیارد دلار بودند، در ۲ مارس، مجموع ارزش بازار آنها به ۹٫۳ میلیارد دلار رسید و ۱۳۰ میلیارد دلار از ارزش بازار آنها از بین رفت. به دلیل تقاضای کم برای نفت خام روسیه، نفت خام اورال روسیه با ۱۸ دلار تخفیف نسبت به نفت برنت معامله می‌شد و همچنان در تلاش برای یافتن خریداران بود زیرا معامله گران نفت از تحریم‌ها می‌ترسیدند.
قبل از تحریم‌ها، حدود ۶۰ درصد از صادرات نفت روسیه به کشورهای اروپایی عضو سازمان همکاری و توسعه اقتصادی می‌رفت. تا نوامبر ۲۰۲۱، روسیه ۳۴ درصد از واردات نفت اروپا را به خود اختصاص داده‌است. مؤسسه مشاوره انرژی اسپکتس تخمین زده بود که تا ۷۰ درصد نفت خام روسیه «در یافتن خریدار با مشکل مواجه است» زیرا بازار صادرات عادی اروپا به جای آن از خاورمیانه به دنبال نفت خام است. در حالی که تحریم‌ها و سمی بودن تجارت در رابطه با روسیه از عوامل ریسک اصلی بود، یکی دیگر از دشواری وضعیت زمان جنگ در دریای سیاه بود. این امر منجر به این شد که شرکت‌های بزرگ کشتیرانی برای نفتکش‌هایی که از نووراسییسک، پایانه اصلی صادرات نفت روسیه، حمل می‌شوند، بیمه جنگی را ملزم کنند. مشکلات بیمه بر نفت خام قزاقستان که از نووراسییسک برای میدان تنگیز خود استفاده می‌کند نیز تأثیر گذاشت.

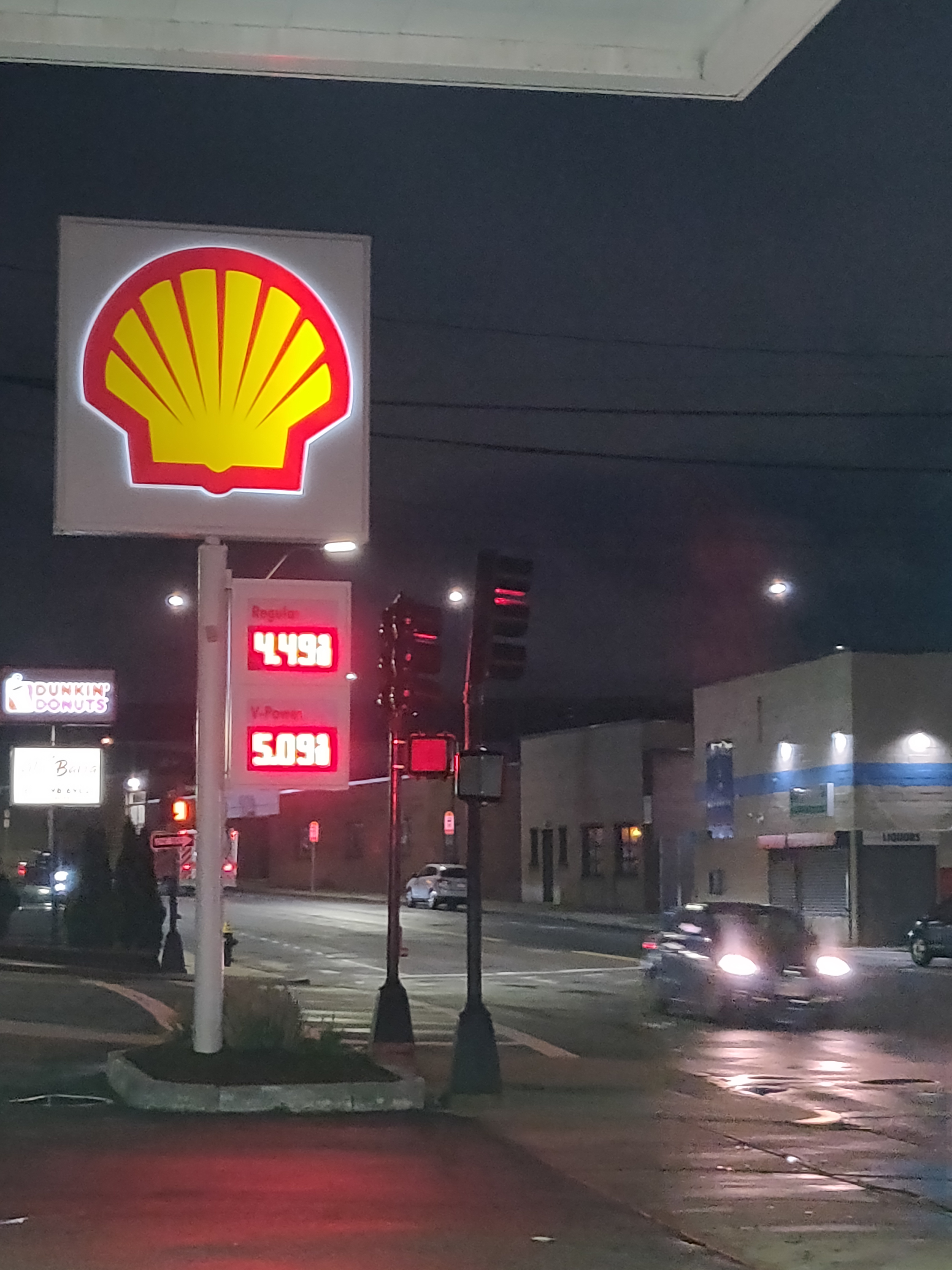
نمایش قیمت بنزین در ماساچوست در ماه مه ۲۰۲۲، قیمت‌های بالاتر از ۴ دلار/گالن آمریکا (۱٫۰۶ دلار در لیتر) را نشان می‌دهد.

تا نوامبر ۲۰۲۱، نفت روسیه ۱۷ درصد از کل واردات در کشورهای آمریکای عضو سازمان همکاری و توسعه اقتصادی (۶۲۵ هزار بشکه در روز) را به خود اختصاص داده بود.در ۸ مارس، جو بایدن، رئیس‌جمهور ایالات متحده، ممنوعیت واردات نفت از روسیه را اعلام کرد و به خبرنگاران گفت: "ما واردات نفت و گاز روسیه را ممنوع می‌کنیم. این بدان معناست که نفت روسیه دیگر در بنادر ایالات متحده قابل قبول نخواهد بود و مردم آمریکا ضربه قدرتمند دیگری به ماشین جنگی پوتین وارد خواهند کرد. رابرت هابک، وزیر امور اقتصادی آلمان هشدار داد: «اگر ما در زمستان آینده گاز بیشتری دریافت نکنیم و اگر قرار باشد دریافت گاز از روسیه قطع شود، احتمالاً گاز کافی برای گرم کردن همه خانه‌هایمان و تداوم فعالیت تمام صنایع خود را نخواهیم داشت.»
در سه ماه اول پس از آغاز تهاجم به اوکراین، روسیه ۲۴ میلیارد دلار از فروش انرژی به چین و هند به دست‌آورد. حدود ۲۰ درصد از صادرات نفت روسیه به چین، تنها خریدار بزرگ نفت روسیه تا نوامبر ۲۰۲۱، اختصاص داشت. در آن سال، چین به طور متوسط روزانه ۱٫۶ میلیون بشکه نفت خام از روسیه خریداری می‌کرد. پنج درصد از کل واردات نفت منطقه آسیا اقیانوسیه عضو سازمان همکاری و توسعه اقتصادی از روسیه (۴۴۰ هزار بشکه در روز) می‌آمد. در ژوئن ۲۰۲۲ روسیه بزرگ‌ترین تأمین کننده نفت چین شد و روسیه بیش از نیمی از واردات نفت چین را تأمین می‌کرد. روسیه همچنین از لحاظ تاریخی صادرکننده مهم نفت خام به کشورهای شوروی سابق و بلوک شرق، از جمله اوکراین، بلاروس، رومانی و بلغارستان بوده‌است.
در حالی‌که بسیاری از کشورهای غربی تحریم‌هایی را علیه شرکت‌های انرژی روسیه اعمال کردند، کینگدم هلدینگ کمپانی عربستان سعودی به طور مخفیانه بیش از ۵۰۰ میلیون دلار در سه شرکت بزرگ انرژی روسیه بین فوریه تا مارس ۲۰۲۲ سرمایه‌گذاری کرد. در ماه فوریه، این شرکت سرمایه‌گذاری در رسیدهای سپرده گذاری جهانی گازپروم و روسنفت به ترتیب به ارزش ۳۶۵ و ۵۲ میلیون دلار سرمایه‌گذاری کرد. سپس، بین فوریه و مارس، این شرکت ۱۰۹ میلیون دلار در رسیدهای سپرده گذاری لوک اویل در ایالات متحده سرمایه‌گذاری کرد. کینگدم هلدینگ کمپانی توسط شاهزاده میلیاردر ولید بن طلال هدایت می‌شود و ۱۶٫۹٪ سهم آن متعلق به صندوق ثروت حکومتی عربستان سعودی به ریاست محمد بن سلمان است.